# 天主教特拉帕教區
天主教特拉帕教區（拉丁語：Dioecesis Tlapensis）是墨西哥一個羅馬天主教教區，屬阿卡普爾科總教區。
教區成立於1992年1月4日，位於格雷羅州東部。2010年有教友436,000人（佔轄區總人口86.9%）、廿七個堂區、四十六名司鐸。現任教區主教為達戈韋托·索薩·阿里亞加。